# Арлинд Ајети
Арлинд Ајети (алб. Arlind Ajeti; Базел, 25. септембар 1993) швајцарски и албански је фудбалер. Игра на позицији центархалфа, а тренутно наступа за Бодрум и репрезентацију Албаније.

## Биографија
Рођен је 25. септембра 1993. у Базелу. Родитељи су му Албанци из Подујева, који су током 1990-их емигрирали у Швајцарску. Старији је брат близанаца Аљбијана и Адониса који су такође фудбалери. У јулу 2015. његова читава породица је узела држављанство Албаније. Његоц отац, Африм, бивши је голман.